# Andrzej Kossakowski (historyk sztuki)
Andrzej Kossakowski (ur. 30 czerwca 1929 w Warszawie, zm. 27 stycznia 1992 tamże) – polski historyk sztuki, doktor nauk humanistycznych, dziennikarz, krytyk, twórca i wieloletni dyrektor Stołecznego Biura Wystaw Artystycznych. Uczestnik powstania warszawskiego – łącznik Kedywu, Obszar Warszawski Armii Krajowej - grupa łączników mjr "Jakuba".
Pochodził z rodziny ziemiańskiej. Syn Stanisława hr. Kossakowskiego i Marii Józefiny ks. Puzyna. Ojciec Krzysztofa Kossakowskiego (z małżeństwa z Teresą Ewą Krzyżanowską) i Adama Kossakowskiego (z małżeństwa z Anną Marią de Virion).
Autor wielu publikacji, specjalista w zakresie historii polskiego filmu animowanego.
Pochowany na cmentarzu w Milanówku.